# Liga Femenina de voleibol argentino de 2025
La Liga Femenina de Voleibol Argentino de 2025 fue la vigésimo novena edición del torneo más importante a nivel de clubes organizado por FeVA para equipos de voleibol femenino. En esta edición participaron dieciséis equipos, dando comienzo a la fase regular el 17 de enero de 2025.
El campeón defensor de la Liga Nacional fue el CEF 5 de La Rioja tras haberse consagrado en la edición 2024 al vencer en la serie final 2 a 0 a Estudiantes de La Plata. A 13 equipos que disputaron la edición 2023 se le sumaron el Normal 3 de Rosario e Instituto (Córdoba), que ganaron su ascenso en la Liga Federal 2024. El campeón fue Gimnasia y Esgrima (LP) luego de enfrentarse por primera vez en una final con su clásico rival platense, Estudiantes, y vencerlo en dos partidos por 3-2 y 3-0, conquistando así su quinto título en la categoría. La opuesta de Gimnasia (LP) Valentina Diez fue elegida como la jugadora más valiosa de la final.

## Equipos participantes
- CEF 5 La Rioja
- Estudiantes de La Plata
- Boca Juniors
- San Lorenzo
- River Plate
- Sonder
- San José
- Náutico Sportivo Avellaneda
- Ferrocarril Oeste
- Villa Dora
- Banco Provincia de La Plata
- Gimnasia y Esgrima de La Plata
- Vélez Sarsfield
- Universidad de La Matanza[nota 1]
- Normal 3 de Rosario
- Instituto de Córdoba

## Formato de competencia
El torneo se dividirá en dos fases: la primera fase (fase regular), y la segunda fase (play off y ronda permanencia). La fase regular constará de ocho fines de semana de fase en los que los equipos se enfrentarán en un sistema de todos contra todos por suma de puntos. Los ocho mejores pasarán a los play offs y el resto disputará la ronda permanencia.

## Primera fase

### Tabla general
| Pos. | Equipo                      | Pts | Partidos | Partidos | Partidos | Sets | Sets | Sets | Puntos | Puntos | Puntos |
| Pos. | Equipo                      | Pts | PJ       | PG       | PP       | SG   | SP   | SR   | PG     | PP     | PR     |
| ---- | --------------------------- | --- | -------- | -------- | -------- | ---- | ---- | ---- | ------ | ------ | ------ |
| 1.º  | GELP                        | 42  | 14       | 14       | 0        | 42   | 5    | 8.40 | 1163   | 916    | 1.270  |
| 2.º  | Boca Juniors                | 34  | 14       | 12       | 2        | 38   | 12   | 3.17 | 1174   | 973    | 1.207  |
| 3.º  | Estudiantes (LP)            | 34  | 14       | 11       | 3        | 35   | 13   | 2.69 | 1135   | 996    | 1.140  |
| 4.º  | River Plate                 | 29  | 14       | 9        | 5        | 31   | 18   | 1.72 | 1125   | 1024   | 1.099  |
| 5.º  | CEF 5                       | 28  | 14       | 10       | 4        | 35   | 21   | 1.67 | 1275   | 1136   | 1.122  |
| 6.º  | Ferro Carril Oeste          | 28  | 14       | 9        | 5        | 30   | 19   | 1.58 | 1113   | 992    | 1.122  |
| 7.º  | Sonder                      | 25  | 14       | 9        | 5        | 32   | 22   | 1.45 | 1229   | 1146   | 1.072  |
| 8.º  | San Lorenzo                 | 23  | 14       | 8        | 6        | 27   | 25   | 1.08 | 1130   | 1104   | 1.024  |
| 9.º  | Club A Villa Dora           | 21  | 14       | 7        | 7        | 24   | 27   | 0.89 | 1138   | 1147   | 0.992  |
| 10.º | Normal 3                    | 15  | 14       | 5        | 9        | 21   | 33   | 0.64 | 1114   | 1240   | 0.898  |
| 11.º | Instituto                   | 11  | 14       | 4        | 10       | 17   | 34   | 0.50 | 1029   | 1184   | 0.869  |
| 12.º | Club San Jose               | 8   | 14       | 2        | 12       | 12   | 38   | 0.32 | 979    | 1190   | 0.823  |
| 13.º | Banco Provincia (LP)        | 7   | 14       | 3        | 11       | 12   | 37   | 0.32 | 980    | 1144   | 0.857  |
| 14.º | Náutico Sportivo Avellaneda | 5   | 14       | 2        | 12       | 13   | 39   | 0.33 | 1032   | 1241   | 0.832  |
| 15.º | Vélez Sarsfield             | 5   | 14       | 0        | 14       | 16   | 42   | 0.38 | 1148   | 1331   | 0.862  |

|  | Avanza a play-offs |

Actualizado al 18-3-2025. Fuente: FeVA.

### Resultados
Fecha 1
| 17/01/2025 - 21:00 | Instituto | 3 - 2                                     | Vélez Sarsfield | Estadio Ángel Sandrin, Córdoba            |                                           |
|                    |           | ( 25/22 19/25 25/22 23/25 15/10 ) Reporte |                 | Árbitro(s): Carrizo Facundo Leal Federico | Árbitro(s): Carrizo Facundo Leal Federico |

| 17/01/2025 - 21:00 | Club San Jose | 0 - 3                         | Boca Juniors | Estadio Ciudad de San José, San José |                          |
|                    |               | ( 13/25 19/25 14/25 ) Reporte |              | Árbitro(s): Lopez Javier             | Árbitro(s): Lopez Javier |

| 17/01/2025 - 21:00 | Club A. Villa Dora | 0 - 3                         | Estudiantes de LP | Villa Dora, Santa Fe    |                         |
|                    |                    | ( 23/25 23/25 14/25 ) Reporte |                   | Árbitro(s): Perez Pablo | Árbitro(s): Perez Pablo |

| 17/01/2025 - 21:00 | Sonder | 1 - 3                               | Gimnasia y Esgrima LP | Club Sonder, Rosario        |                             |
|                    |        | ( 13/25 24/26 25/21 21/25 ) Reporte |                       | Árbitro(s): Chunco Cristian | Árbitro(s): Chunco Cristian |

| 17/01/2025 - 21:30 | CEF 5 La Rioja | 3 - 0                         | Banco Provincia L.P. | Superdomo La Rioja, La Rioja                      |                                                   |
|                    |                | ( 25/16 25/17 25/14 ) Reporte |                      | Árbitro(s): Del Turco Agustin Gonzalez Camila Noe | Árbitro(s): Del Turco Agustin Gonzalez Camila Noe |

| 18/01/2025 - 20:00 | Normal 3 | 0 - 3   | Ferro Carril Oeste | Sol America, Rosario        |                             |
|                    |          | Reporte |                    | Árbitro(s): Gasser Emiliano | Árbitro(s): Gasser Emiliano |

| 18/01/2025 - 20:30 | Náutico Avellaneda | 0 - 3   | San Lorenzo | Microestadio R. Velasco, Rosario |                                |
|                    |                    | Reporte |             | Árbitro(s): Castañares Gabriel   | Árbitro(s): Castañares Gabriel |

| 18/01/2025 - 21:00 | Club A. Villa Dora | 0 - 3   | Gimnasia y Esgrima LP | Villa Dora, Santa Fe    |                         |
|                    |                    | Reporte |                       | Árbitro(s): Perez Pablo | Árbitro(s): Perez Pablo |

| 19/01/2025 - 20:00 | Sonder | 1 - 3                               | Estudiantes de LP | Club Sonder, Rosario |             |
|                    |        | ( 19/25 25/21 16/25 22/25 ) Reporte |                   | Árbitro(s):          | Árbitro(s): |

| 19/01/2025 - 20:00 | Normal 3 | 0 - 3   | San Lorenzo | Sol America, Rosario        |                             |
|                    |          | Reporte |             | Árbitro(s): Chunco Cristian | Árbitro(s): Chunco Cristian |

| 19/01/2025 - 20:30 | Náutico Avellaneda | 1 - 3   | Ferro Carril Oeste | Microestadio R. Velasco, Rosario |                                |
|                    |                    | Reporte |                    | Árbitro(s): Castañares Gabriel   | Árbitro(s): Castañares Gabriel |

| 19/01/2025 - 21:00 | Instituto | 3 - 0   | Banco Provincia L.P. | Estadio Ángel Sandrin, Córdoba            |                                           |
|                    |           | Reporte |                      | Árbitro(s): Leal Federico Carrizo Facundo | Árbitro(s): Leal Federico Carrizo Facundo |

| 19/01/2025 - 21:00 | Club San José | 0 - 3   | River Plate | Estadio Ciudad de San José, San José |                          |
|                    |               | Reporte |             | Árbitro(s): Lopez Javier             | Árbitro(s): Lopez Javier |

| 19/01/2025 - 21:30 | CEF 5 La Rioja | 3 - 1                               | Vélez Sarsfield | Superdomo La Rioja, La Rioja |             |
|                    |                | ( 25/19 25/13 20/25 25/17 ) Reporte |                 | Árbitro(s):                  | Árbitro(s): |

Fecha 2
| 24/01/2025 - 21:00 | Estudiantes de LP | 2 - 3                                     | CEF 5 La Rioja | Estadio J. L. Hisrchi, La Plata           |                                           |
|                    |                   | ( 19/25 23/25 25/21 25/21 10/15 ) Reporte |                | Árbitro(s): Acosta Romina Herrera Emanuel | Árbitro(s): Acosta Romina Herrera Emanuel |

| 25/01/2025 - 20:00 | Normal 3 | 2 - 3                                    | Sonder | Sol América, Rosario                                                          |                                                                               |
|                    |          | ( 26/28 25/23 19/25 25/23 6/15 ) Reporte |        | Asistencia: 256 espectadores Árbitro(s): Gasser Emiliano Turri Maria Angelina | Asistencia: 256 espectadores Árbitro(s): Gasser Emiliano Turri Maria Angelina |

| 25/01/2025 - 20:30 | Náutico Avellaneda | 0 - 3                         | Club A Villa Dora | Microestadio R. Velasco, Rosario               |                                                |
|                    |                    | ( 18/25 17/25 20/25 ) Reporte |                   | Árbitro(s): Chunco Cristian Tineo Irina Ayelen | Árbitro(s): Chunco Cristian Tineo Irina Ayelen |

| 25/01/2025 - 20:30 | River Plate | 3 - 0                         | Ferro Carril Oeste | Microestadio de River Plate, CABA      |                                        |
|                    |             | ( 25/20 25/23 25/20 ) Reporte |                    | Árbitro(s): Lopez Javier Bagalá Víctor | Árbitro(s): Lopez Javier Bagalá Víctor |

| 25/01/2025 - 21:00 | Gimnasia y Esgrima LP | 3 - 0                         | Instituto | Poli V. Nethol, La Plata      |                               |
|                    |                       | ( 25/16 25/13 25/16 ) Reporte |           | Árbitro(s): Villarreal Andrés | Árbitro(s): Villarreal Andrés |

| 25/01/2025 - 21:00 | Boca Juniors | 3 - 2                                    | San Lorenzo | Polideportivo Quinquela Martín, CABA |  |
|                    |              | ( 21/25 25/18 25/21 23/25 15/9 ) Reporte |             |                                      |  |

| 26/01/2025 - 20:00 | Gimnasia y Esgrima LP | 3 - 1                               | CEF 5 La Rioja | Poli V. Nethol, La Plata |  |
|                    |                       | ( 15/25 25/21 25/22 25/16 ) Reporte |                |                          |  |

| 26/01/2025 - 20:00 | Normal 3 | 1 - 3                               | Club A Villa Dora | Sol América, Rosario |  |
|                    |          | ( 25/23 23/25 16/25 17/25 ) Reporte |                   |                      |  |

| 26/01/2025 - 20:30 | Náutico Avellaneda | 1 - 3                               | Sonder | Microestadio R. Velasco, Rosario |  |
|                    |                    | ( 16/25 20/25 25/21 21/25 ) Reporte |        |                                  |  |

| 26/01/2025 - 20:30 | River Plate | 3 - 0                         | San Lorenzo | Microestadio de River Plate, CABA          |                                            |
|                    |             | ( 25/22 25/17 25/21 ) Reporte |             | Árbitro(s): Iglesias Joaquin Bagalá Víctor | Árbitro(s): Iglesias Joaquin Bagalá Víctor |

| 26/01/2025 - 21:00 | Estudiantes de LP | 3 - 0   | Instituto | Estadio J. L. Hisrchi, La Plata        |                                        |
|                    |                   | Reporte |           | Árbitro(s): Lopez Javier Garay Nicolas | Árbitro(s): Lopez Javier Garay Nicolas |

| 26/01/2025 - 21:00 | Club San José | 3 - 1   | Vélez Sarsfield | Estadio Ciudad de San José, San José       |                                            |
|                    |               | Reporte |                 | Árbitro(s): Leiva Renzo Buet Johana Ayelen | Árbitro(s): Leiva Renzo Buet Johana Ayelen |

| 28/01/2025 - 21:00 | Boca Juniors | 3 - 0                         | Ferro Carril Oeste | Bombonera, CABA                             |                                             |
|                    |              | ( 25/19 26/24 25/17 ) Reporte |                    | Árbitro(s): Cabrera Ricardo Herrera Emanuel | Árbitro(s): Cabrera Ricardo Herrera Emanuel |

Fecha 3
| 31/01/2025 - 20:30 | Náutico Avellaneda | 1 - 3                               | Estudiantes de LP | Microestadio R. Velasco, Rosario                   |                                                    |
|                    |                    | ( 23/25 26/24 23/25 18/25 ) Reporte |                   | Árbitro(s): Del Turco Agustin Turri Maria Angelina | Árbitro(s): Del Turco Agustin Turri Maria Angelina |

| 31/01/2025 - 21:00 | CEF 5 | 3 - 1                               | Boca Juniors | Superdomo La Rioja, La Rioja                       |                                                    |
|                    |       | ( 25/21 25/21 14/25 25/13 ) Reporte |              | Árbitro(s): Gonzalez Camila Noe Montivero Fernando | Árbitro(s): Gonzalez Camila Noe Montivero Fernando |

| 31/01/2025 - 21:00 | Instituto | 0 - 3                         | River Plate | Estadio Ángel Sandrin, Córdoba                |                                               |
|                    |           | ( 19/25 23/25 15/25 ) Reporte |             | Árbitro(s): Vallejos Damian Fernandez Gabriel | Árbitro(s): Vallejos Damian Fernandez Gabriel |

| 31/01/2025 - 21:00 | Club A Villa Dora | 3 - 1                               | Club San Jose | Villa Dora, Santa Fe                |                                     |
|                    |                   | ( 22/25 25/18 25/18 25/18 ) Reporte |               | Árbitro(s): Leiva Renzo Perez Pablo | Árbitro(s): Leiva Renzo Perez Pablo |

| 01/02/2025 - 20:00 | Normal 3 | 1 - 3                               | Gimnasia y Esgrima LP | Sol América, Rosario                              |                                                   |
|                    |          | ( 25/23 22/25 12/25 16/25 ) Reporte |                       | Árbitro(s): Tineo Irina Ayelen Castañares Gabriel | Árbitro(s): Tineo Irina Ayelen Castañares Gabriel |

| 01/02/2025 - 21:00 | San Lorenzo | 3 - 0                         | Banco Provincia L.P. | Roberto Pando, CABA                        |                                            |
|                    |             | ( 25/14 25/18 25/17 ) Reporte |                      | Árbitro(s): Bagalá Víctor Iglesias Joaquin | Árbitro(s): Bagalá Víctor Iglesias Joaquin |

| 01/02/2025 - 21:00 | Ferro Carril Oeste | 3 - 0                         | Vélez Sarsfield | Estadio Multideportivo Ferro Carril Oeste, CABA |                                        |
|                    |                    | ( 25/10 25/20 25/21 ) Reporte |                 | Árbitro(s): Acosta Romina Lopez Javier          | Árbitro(s): Acosta Romina Lopez Javier |

| 02/02/2025 - 18:00 | Instituto | 2 - 3                                     | Boca Juniors | Estadio Ángel Sandrin, Córdoba             |                                            |
|                    |           | ( 25/18 19/25 16/25 27/25 10/15 ) Reporte |              | Árbitro(s): Leal Federico Pierobon Marcelo | Árbitro(s): Leal Federico Pierobon Marcelo |

| 02/02/2025 - 20:00 | Sonder | 3 - 0                         | Club San Jose | Club Sonder, Rosario                       |                                            |
|                    |        | ( 25/17 25/21 25/10 ) Reporte |               | Árbitro(s): Vildoza Daniel Gasser Emiliano | Árbitro(s): Vildoza Daniel Gasser Emiliano |

| 02/02/2025 - 20:00 | Normal 3 | 0 - 3                         | Estudiantes de LP | Sol América, Rosario                              |                                                   |
|                    |          | ( 22/25 20/25 21/25 ) Reporte |                   | Árbitro(s): Castañares Gabriel Tineo Irina Ayelen | Árbitro(s): Castañares Gabriel Tineo Irina Ayelen |

| 02/02/2025 - 20:00 | Ferro Carril Oeste | 3 - 0                         | Banco Provincia L.P. | Estadio Multideportivo Ferro Carril Oeste, CABA |                                            |
|                    |                    | ( 25/20 25/18 25/20 ) Reporte |                      | Árbitro(s): Cabrera Ricardo Robledo Matias      | Árbitro(s): Cabrera Ricardo Robledo Matias |

| 02/02/2025 - 20:30 | Náutico Avellaneda | 0 - 3                        | Gimnasia y Esgrima LP | Microestadio R. Velasco, Rosario                   |                                                    |
|                    |                    | ( 14/25 14/25 9/25 ) Reporte |                       | Árbitro(s): Turri Maria Angelina Del Turco Agustin | Árbitro(s): Turri Maria Angelina Del Turco Agustin |

| 02/02/2025 - 20:30 | San Lorenzo | 3 - 2                                    | Vélez Sarsfield | Roberto Pando, CABA                        |                                            |
|                    |             | ( 17/25 25/13 25/17 22/25 15/8 ) Reporte |                 | Árbitro(s): Riccioni Mariano Acosta Romina | Árbitro(s): Riccioni Mariano Acosta Romina |

| 02/02/2025 - 21:00 | CEF 5 | 3 - 2                                     | River Plate | Superdomo La Rioja, La Rioja                       |                                                    |
|                    |       | ( 25/20 23/25 25/17 18/25 15/12 ) Reporte |             | Árbitro(s): Montivero Fernando Gonzalez Camila Noe | Árbitro(s): Montivero Fernando Gonzalez Camila Noe |

Fecha 4
| 06/02/2025 - 21:00 | Club San José | 0 - 3                         | CEF 5 La Rioja | Estadio Ciudad de San José, San José   |                                        |
|                    |               | ( 16/25 18/25 21/25 ) Reporte |                | Árbitro(s): Leiva Renzo Vildoza Daniel | Árbitro(s): Leiva Renzo Vildoza Daniel |

| 07/02/2025 - 21:00 | Club A Villa Dora | 0 - 3                         | CEF 5 La Rioja | Villa Dora, Santa Fe                  |                                       |
|                    |                   | ( 18/25 25/27 23/25 ) Reporte |                | Árbitro(s): Perez Pablo Carelli Maite | Árbitro(s): Perez Pablo Carelli Maite |

| 07/02/2025 - 21:00 | Sonder | 3 - 0                         | Instituto | Club Sonder, Rosario                                                          |                                                                               |
|                    |        | ( 25/21 25/21 25/14 ) Reporte |           | Asistencia: 350 espectadores Árbitro(s): Gasser Emiliano Turri Maria Angelina | Asistencia: 350 espectadores Árbitro(s): Gasser Emiliano Turri Maria Angelina |

| 07/02/2025 - 21:00 | Estudiantes de LP | 0 - 3                         | Boca Juniors | Estadio J. L. Hisrchi, La Plata        |                                        |
|                    |                   | ( 21/25 21/25 15/25 ) Reporte |              | Árbitro(s): Rene Karina Robledo Matias | Árbitro(s): Rene Karina Robledo Matias |

| 07/02/2025 - 21:00 | Gimnasia y Esgrima LP | 3 - 0                         | River Plate | Poli V. Nethol, La Plata                  |                                           |
|                    |                       | ( 25/20 25/22 25/17 ) Reporte |             | Árbitro(s): Lopez Javier Riccioni Mariano | Árbitro(s): Lopez Javier Riccioni Mariano |

| 08/02/2025 - 20:00 | Vélez Sarsfield | 1 - 3                               | Normal 3 | Ana Petracca, CABA                        |                                           |
|                    |                 | ( 17/25 25/16 22/25 22/25 ) Reporte |          | Árbitro(s): Herrera Emanuel Bagalá Víctor | Árbitro(s): Herrera Emanuel Bagalá Víctor |

| 08/02/2025 - 21:00 | Banco Provincia L.P. | 3 - 0                         | Náutico Avellaneda | Club Bco. Prov. La Plata, La Plata     |                                        |
|                    |                      | ( 25/19 29/27 25/21 ) Reporte |                    | Árbitro(s): Acosta Romina Lopez Javier | Árbitro(s): Acosta Romina Lopez Javier |

| 08/02/2025 - 21:00 | Club San José | 1 - 3                               | San Lorenzo | Estadio Ciudad de San José, San José   |                                        |
|                    |               | ( 25/23 15/25 17/25 23/25 ) Reporte |             | Árbitro(s): Andrich Matias Leiva Renzo | Árbitro(s): Andrich Matias Leiva Renzo |

| 08/02/2025 - 21:00 | Club A Villa Dora | 3 - 0                         | Instituto | Villa Dora, Santa Fe                      |                                           |
|                    |                   | ( 25/23 25/23 25/20 ) Reporte |           | Árbitro(s): Gasser Emiliano carelli Maite | Árbitro(s): Gasser Emiliano carelli Maite |

| 09/02/2025 - 20:00 | Sonder | 3 - 1                               | CEF 5 La Rioja | Club Sonder, Rosario                                                       |                                                                            |
|                    |        | ( 25/18 19/25 25/21 25/23 ) Reporte |                | Asistencia: 450 espectadores Árbitro(s): Vildoza Daniel Tineo Irina Ayelen | Asistencia: 450 espectadores Árbitro(s): Vildoza Daniel Tineo Irina Ayelen |

| 09/02/2025 - 20:00 | Vélez Sarsfield | 2 - 3                                     | Náutico Avellaneda | Ana Petracca, CABA                       |                                          |
|                    |                 | ( 18/25 25/23 25/14 21/25 12/15 ) Reporte |                    | Árbitro(s): Cabrera Ricardo Lopez Javier | Árbitro(s): Cabrera Ricardo Lopez Javier |

| 09/02/2025 - 21:00 | Banco Provincia L.P. | 0 - 3                         | Normal 3 | Club Bco. Prov. La Plata, La Plata         |                                            |
|                    |                      | ( 21/25 19/25 20/25 ) Reporte |          | Árbitro(s): Bagalá Víctor Riccioni Mariano | Árbitro(s): Bagalá Víctor Riccioni Mariano |

| 09/02/2025 - 21:30 | Gimnasia y Esgrima LP | 3 - 1   | Boca Juniors | Poli V. Nethol, La Plata                  |                                           |
|                    |                       | Reporte |              | Árbitro(s): Villarreal Andrés Rene Karina | Árbitro(s): Villarreal Andrés Rene Karina |

| 10/02/2025 - 21:00 | Estudiantes de LP | 3 - 0   | River Plate | Estadio J. L. Hisrchi, La Plata            |                                            |
|                    |                   | Reporte |             | Árbitro(s): Robledo Matias Herrera Emanuel | Árbitro(s): Robledo Matias Herrera Emanuel |

| 10/02/2025 - 21:00 | Club San Jose | 0 - 3   | Instituto | Estadio Ciudad de San José, San José   |                                        |
|                    |               | Reporte |           | Árbitro(s): Vildoza Daniel Leiva Renzo | Árbitro(s): Vildoza Daniel Leiva Renzo |

Fecha 5
| 13/02/2025 - 21:00 | Banco Provincia L.P. | 3 - 2                                    | Vélez Sarsfield | Club Bco. Prov. La PLata, La PLata         |                                            |
|                    |                      | ( 21/25 26/24 21/25 25/6 15/13 ) Reporte |                 | Árbitro(s): Acosta Romina Riccioni Mariano | Árbitro(s): Acosta Romina Riccioni Mariano |

| 14/02/2025 - 21:00 | Sonder | 1 - 3                               | Club A Villa Dora | Club Sonder, Rosario                               |                                                    |
|                    |        | ( 25/15 22/25 20/25 22/25 ) Reporte |                   | Árbitro(s): Fernandez Gabriel Turri Maria Angelina | Árbitro(s): Fernandez Gabriel Turri Maria Angelina |

| 14/02/2025 - 21:00 | San Lorenzo | 0 - 3                         | Ferro Carril Oeste | Roberto Pando, CABA                  |                                      |
|                    |             | ( 13/25 21/25 17/25 ) Reporte |                    | Árbitro(s): Rene Karina Lopez Javier | Árbitro(s): Rene Karina Lopez Javier |

| 15/02/2025 - 19:00 | Normal 3 | 3 - 1   | Náutico Avellaneda | Estadio Arena Sport, Rosario             |                                          |
|                    |          | Reporte |                    | Árbitro(s): Bernini Alejo Casado Nicolas | Árbitro(s): Bernini Alejo Casado Nicolas |

| 15/02/2025 - 20:00 | Gimnasia y Esgrima LP | 3 - 0   | Estudiantes de LP | Poli V. Nethol, La Plata                  |                                           |
|                    |                       | Reporte |                   | Árbitro(s): Rene Karina Villarreal Andrés | Árbitro(s): Rene Karina Villarreal Andrés |

| 15/02/2025 - 21:00 | CEF 5 La Rioja | 3 - 0   | Instituto | Superdomo La Rioja, La Rioja                     |                                                  |
|                    |                | Reporte |           | Árbitro(s): Burgos Antonio Caceres Gabriel Angel | Árbitro(s): Burgos Antonio Caceres Gabriel Angel |

| 15/02/2025 - 21:00 | Boca Juniors | 3 - 0                         | River Plate | Bombonerita, CABA                           |                                             |
|                    |              | ( 25/23 25/20 25/23 ) Reporte |             | Árbitro(s): Herrera Emanuel Cabrera Ricardo | Árbitro(s): Herrera Emanuel Cabrera Ricardo |

Fecha 6
| 16/02/2025 - 20:30 | Club San José | 2 - 3                                     | Banco Provincia L.P. | Estadio Ciudad de San José, San José (Entre Ríos) |             |
|                    |               | ( 22/25 25/16 17/25 26/24 11/15 ) Reporte |                      | Árbitro(s):                                       | Árbitro(s): |

| 21/02/2025 - 20:00 | Vélez Sarsfield | 0 - 3                         | Sonder | Ana Petracca, CABA                     |                                        |
|                    |                 | ( 19/25 25/27 31/33 ) Reporte |        | Árbitro(s): Lopez Javier Bagalá Víctor | Árbitro(s): Lopez Javier Bagalá Víctor |

| 21/02/2025 - 21:00 | Club San José | 0 - 3   | Ferro Carril Oeste | Estadio Ciudad de San José, San José                |                                                     |
|                    |               | Reporte |                    | Árbitro(s): Gasser Emiliano Santori Lisandro Matias | Árbitro(s): Gasser Emiliano Santori Lisandro Matias |

| 21/02/2025 - 21:00 | San Lorenzo | 1 - 3   | Estudiantes de LP | Roberto Pando, CABA                         |                                             |
|                    |             | Reporte |                   | Árbitro(s): Villarreal Andrés Garay Nicolas | Árbitro(s): Villarreal Andrés Garay Nicolas |

| 21/02/2025 - 21:30 | Banco Provincia L.P. | 1 - 3   | Club A Villa Dora | Club Bco. Prov. La Plata, La Plata         |                                            |
|                    |                      | Reporte |                   | Árbitro(s): Acosta Romina Riccioni Mariano | Árbitro(s): Acosta Romina Riccioni Mariano |

| 22/02/2025 - 20:00 | Boca Juniors | 3 - 0   | Náutico Avellaneda | Parque Olímpico, CABA     |                           |
|                    |              | Reporte |                    | Árbitro(s): Acosta Romina | Árbitro(s): Acosta Romina |

| 22/02/2025 - 20:00 | Vélez Sarsfield | 2 - 3   | Club A Villa Dora | Ana Petracca, CABA |             |
|                    |                 | Reporte |                   | Árbitro(s):        | Árbitro(s): |

| 22/02/2025 - 20:30 | River Plate | 3 - 0                         | Normal 3 | Microestadio de River Plate, CABA |             |
|                    |             | ( 25/21 25/15 25/13 ) Reporte |          | Árbitro(s):                       | Árbitro(s): |

| 23/02/2025 - 20:00 | San Lorenzo | 0 - 3   | Gimnasia y Esgrima LP | Roberto Pando, CABA |             |
|                    |             | Reporte |                       | Árbitro(s):         | Árbitro(s): |

| 23/02/2025 - 20:00 | Boca Juniors | 3 - 0   | Normal 3 | Bombonera, CABA |             |
|                    |              | Reporte |          | Árbitro(s):     | Árbitro(s): |

| 23/02/2025 - 20:30 | River Plate | 3 - 1   | Náutico Avellaneda | Microestadio de River Plate, CABA |             |
|                    |             | Reporte |                    | Árbitro(s):                       | Árbitro(s): |

| 23/02/2025 - 21:00 | Banco Provincia L.P. | 1 - 3                               | Sonder | Club Bco. Prov. La Plata, La Plata          |                                             |
|                    |                      | ( 17/25 13/25 25/14 17/25 ) Reporte |        | Árbitro(s): Villarreal Andrés Garay Nicolas | Árbitro(s): Villarreal Andrés Garay Nicolas |

| 26/02/2025 - 21:30 | Ferro Carril Oeste | 1 - 3   | Estudiantes de LP | Estadio Multideportivo Ferro Carril Oeste, CABA |             |
|                    |                    | Reporte |                   | Árbitro(s):                                     | Árbitro(s): |

| 28/02/2025 - 21:30 | Ferro Carril Oeste | 0 - 3                         | Gimnasia y Esgrima LP | Estadio Multideportivo Ferro Carril Oeste, CABA |                                           |
|                    |                    | ( 16/25 16/25 16/25 ) Reporte |                       | Árbitro(s): Herrera Emanuel Bagalá Víctor       | Árbitro(s): Herrera Emanuel Bagalá Víctor |

Fecha 7
| 28/02/2025 - 21:30 | Banco Provincia L.P. | 0 - 3   | Estudiantes de LP | Club Bco. Prov. La PLata, La Plata |             |
|                    |                      | Reporte |                   | Árbitro(s):                        | Árbitro(s): |

| 03/03/2025 - 21:30 | Estudiantes de LP | 3 - 0   | Vélez Sarsfield | Estadio J. L. Hisrchi, La Plata |             |
|                    |                   | Reporte |                 | Árbitro(s):                     | Árbitro(s): |

| 07/03/2025 - 20:00 | Vélez Sarsfield | 1 - 3   | Gimnasia y Esgrima LP | Ana Petracca, CABA                       |                                          |
|                    |                 | Reporte |                       | Árbitro(s): Iglesias Joaquin Rene Karina | Árbitro(s): Iglesias Joaquin Rene Karina |

| 07/03/2025 - 20:30 | Boca Juniors | 3 - 1   | Sonder | Bombonera, CABA                             |                                             |
|                    |              | Reporte |        | Árbitro(s): Acosta Romina Villarreal Andrés | Árbitro(s): Acosta Romina Villarreal Andrés |

| 07/03/2025 - 21:00 | San Lorenzo | 3 - 1   | CEF 5 La Rioja | Roberto Pando, CABA                     |                                         |
|                    |             | Reporte |                | Árbitro(s): Bagalá Víctor Acosta Romina | Árbitro(s): Bagalá Víctor Acosta Romina |

| 07/03/2025 - 21:30 | River Plate | 3 - 0   | Club A Villa Dora | Microestadio de River Plate, CABA          |                                            |
|                    |             | Reporte |                   | Árbitro(s): Bagalá Víctor Riccioni Mariano | Árbitro(s): Bagalá Víctor Riccioni Mariano |

| 08/03/2025 - 20:00 | Boca Juniors | 3 - 0   | Club A Villa Dora | Poli Quinquela Matín,                    |                                          |
|                    |              | Reporte |                   | Árbitro(s): Cabrera Ricardo Lopez Javier | Árbitro(s): Cabrera Ricardo Lopez Javier |

| 08/03/2025 - 20:30 | River Plate | 2 - 3   | Sonder | Microestadio de River Plate, CABA        |                                          |
|                    |             | Reporte |        | Árbitro(s): Rene Karina Iglesias Joaquin | Árbitro(s): Rene Karina Iglesias Joaquin |

| 08/03/2025 - 21:00 | Ferro Carril Oeste | 3 - 1   | Instituto | Estadio Multideportivo Ferro Carril Oeste, CABA |                                          |
|                    |                    | Reporte |           | Árbitro(s): Lopez Javier Cabrera Ricardo        | Árbitro(s): Lopez Javier Cabrera Ricardo |

| 08/03/2025 - 21:00 | Normal 3 | 3 - 2   | Club San Jose | Sol America, Rosario                              |                                                   |
|                    |          | Reporte |               | Árbitro(s): Castañares Gabriel Tineo Irina Ayelen | Árbitro(s): Castañares Gabriel Tineo Irina Ayelen |

| 08/03/2025 - 21:30 | Gimnasia y Esgrima LP | 3 - 0   | Banco Provincia L.P. | Poli V. Nethol, La Plata                    |                                             |
|                    |                       | Reporte |                      | Árbitro(s): Robledo Matias Riccioni Mariano | Árbitro(s): Robledo Matias Riccioni Mariano |

| 09/03/2025 - 20:00 | San Lorenzo | 3 - 1   | Instituto | Roberto Pando, CABA                      |                                          |
|                    |             | Reporte |           | Árbitro(s): Robledo Matias Bagalá Víctor | Árbitro(s): Robledo Matias Bagalá Víctor |

| 09/03/2025 - 20:00 | Ferro Carril Oeste | 2 - 3   | CEF 5 La Rioja | Estadio Multideportivo Ferro Carril Oeste, CABA |                                         |
|                    |                    | Reporte |                | Árbitro(s): Herrera Emanuel Rene Karina         | Árbitro(s): Herrera Emanuel Rene Karina |

| 09/03/2025 - 20:30 | Náutico Avellaneda | 1 - 3                               | Club San Jose | Microestadio R. Velasco, Rosario                  |                                                   |
|                    |                    | ( 18/25 25/23 23/25 13/25 ) Reporte |               | Árbitro(s): Bernini Alejo Cagiao Sebastian Matias | Árbitro(s): Bernini Alejo Cagiao Sebastian Matias |

Fecha 8
| 14/03/2025 - 20:00 | Vélez Sarsfield | 1 - 3                               | River Plate | Ana Petracca, CABA |             |
|                    |                 | ( 12/25 27/25 16/25 18/25 ) Reporte |             | Árbitro(s):        | Árbitro(s): |

| 14/03/2025 - 21:00 | CEF 5 La Rioja | 3 - 1   | Náutico Avellaneda | Superdomo La Rioja, La Rioja |             |
|                    |                | Reporte |                    | Árbitro(s):                  | Árbitro(s): |

| 14/03/2025 - 21:00 | Instituto | 3 - 2   | Normal 3 | Estadio Ángel Sandrin, Córdoba |             |
|                    |           | Reporte |          | Árbitro(s):                    | Árbitro(s): |

| 14/03/2025 - 21:00 | Banco Provincia L.P. | 0 - 3                         | Boca Juniors | Club Bco. Prov. La PLata, La Plata |             |
|                    |                      | ( 12/25 23/25 22/25 ) Reporte |              | Árbitro(s):                        | Árbitro(s): |

| 15/03/2025 - 20:00 | Club A Villa Dora | 2 - 3   | San Lorenzo | Villa Dora, Santa Fe |             |
|                    |                   | Reporte |             | Árbitro(s):          | Árbitro(s): |

| 15/03/2025 - 21:00 | Sonder | 1 - 3   | Ferro Carril Oeste | Club Sonder, Rosario |             |
|                    |        | Reporte |                    | Árbitro(s):          | Árbitro(s): |

| 16/03/2025 - 20:00 | Instituto | 1 - 3   | Náutico Avellaneda | Estadio Ángel Sandrin, Córdoba |             |
|                    |           | Reporte |                    | Árbitro(s):                    | Árbitro(s): |

| 16/03/2025 - 20:00 | Vélez Sarsfield | 1 - 3                              | Boca Juniors | Ana Petracca, CABA |             |
|                    |                 | ( 20/25 9/25 25/14 19/25 ) Reporte |              | Árbitro(s):        | Árbitro(s): |

| 16/03/2025 - 21:00 | CEF 5 La Rioja | 2 - 3   | Normal 3 | Superdomo La Rioja, La Rioja |             |
|                    |                | Reporte |          | Árbitro(s):                  | Árbitro(s): |

| 16/03/2025 - 21:00 | Gimnasia y Esgrima LP | 3 - 0   | Club San Jose | Poli V. Nethol, La Plata |             |
|                    |                       | Reporte |               | Árbitro(s):              | Árbitro(s): |

| 16/03/2025 - 21:00 | Sonder | 3 - 0   | San Lorenzo | Club Sonder, Rosario |             |
|                    |        | Reporte |             | Árbitro(s):          | Árbitro(s): |

| 16/03/2025 - 21:00 | Club A Villa Dora | 1 - 3   | Ferro Carril Oeste | Villa Dora, Santa Fe |             |
|                    |                   | Reporte |                    | Árbitro(s):          | Árbitro(s): |

| 16/03/2025 - 21:00 | Banco Provincia L.P. | 1 - 3   | River Plate | Club Bco. Prov. La PLata, La Plata |             |
|                    |                      | Reporte |             | Árbitro(s):                        | Árbitro(s): |

| 17/03/2025 - 21:30 | Estudiantes de LP | 3 - 0                         | Club San José | Estadio J. L. Hisrchi, La Plata |             |
|                    |                   | ( 25/22 25/16 25/17 ) Reporte |               | Árbitro(s):                     | Árbitro(s): |

## Play-outs

### Zona A
| Pos. | Equipo               | Pts | Partidos | Partidos | Partidos | Sets | Sets | Sets | Puntos | Puntos | Puntos |
| Pos. | Equipo               | Pts | PJ       | PG       | PP       | SG   | SP   | SR   | PG     | PP     | PR     |
| ---- | -------------------- | --- | -------- | -------- | -------- | ---- | ---- | ---- | ------ | ------ | ------ |
| 1.º  | Villa Dora           | 3   | 2        | 1        | 1        | 4    | 3    | 1,33 | 164    | 140    | 1,171  |
| 2.º  | Banco Provincia (LP) | 3   | 2        | 1        | 1        | 4    | 4    | 1,00 | 190    | 179    | 1,061  |
| 3.º  | Club San José        | 3   | 2        | 1        | 1        | 3    | 4    | 0,75 | 136    | 171    | 0,795  |

|  | A zona permanencia |

| 28/3/2025 - 21:00 | Club A Villa Dora | 1 - 3   | Banco Provincia L.P. | Villa Dora, Santa Fe                        |                                             |
|                   |                   | Reporte |                      | Árbitro(s): Gonzalez Camila Noe Perez Pablo | Árbitro(s): Gonzalez Camila Noe Perez Pablo |

| 29/3/2025 - 20:00 | Club San Jose | 3 - 1   | Banco Provincia L.P. | Villa Dora, Santa Fe                            |                                                 |
|                   |               | Reporte |                      | Árbitro(s): Gasser Emiliano Gonzalez Camila Noe | Árbitro(s): Gasser Emiliano Gonzalez Camila Noe |

| 30/3/2025 - 20:00 | Club A Villa Dora | 3 - 0   | Club San Jose | Villa Dora, Santa Fe                            |                                                 |
|                   |                   | Reporte |               | Árbitro(s): Gonzalez Camila Noe Gasser Emiliano | Árbitro(s): Gonzalez Camila Noe Gasser Emiliano |

### Zona B
| Pos. | Equipo             | Pts | Partidos | Partidos | Partidos | Sets | Sets | Sets  | Puntos | Puntos | Puntos |
| Pos. | Equipo             | Pts | PJ       | PG       | PP       | SG   | SP   | SR    | PG     | PP     | PR     |
| ---- | ------------------ | --- | -------- | -------- | -------- | ---- | ---- | ----- | ------ | ------ | ------ |
| 1.º  | Vélez Sarsfield    | 6   | 3        | 2        | 1        | 6    | 4    | 1,5   | 246    | 191    | 1,287  |
| 2.º  | Instituto          | 6   | 3        | 2        | 1        | 6    | 4    | 1,5   | 223    | 228    | 0,978  |
| 3.º  | Normal 3           | 5   | 3        | 2        | 1        | 7    | 5    | 1,4   | 259    | 250    | 1,036  |
| 4.º  | Náutico Avellaneda | 1   | 0        | 3        | 1        | 3    | 9    | 0,333 | 206    | 265    | 0,777  |

|  | A zona permanencia |

| 28/3/2025 - 18:30 | Instituto | 3 - 1   | Náutico Avellaneda | Microestadio R. Velasco, Rosario                  |                                                   |
|                   |           | Reporte |                    | Árbitro(s): Castañares Gabriel Tineo Irina Ayelen | Árbitro(s): Castañares Gabriel Tineo Irina Ayelen |

| 28/3/2025 - 20:30 | Normal 3 | 1 - 3   | Vélez Sarsfield | Microestadio R. Velasco, Rosario                   |                                                    |
|                   |          | Reporte |                 | Árbitro(s): Del Turco Agustin Stahringer Valentina | Árbitro(s): Del Turco Agustin Stahringer Valentina |

| 29/3/2025 - 18:30 | Instituto | 3 - 0   | Vélez Sarsfield | Microestadio R. Velasco, Rosario                       |                                                        |
|                   |           | Reporte |                 | Árbitro(s): Cagiao Sebastian Matias Castañares Gabriel | Árbitro(s): Cagiao Sebastian Matias Castañares Gabriel |

| 29/3/2025 - 20:30 | Normal 3 | 3 - 2                                     | Náutico Avellaneda | Microestadio R. Velasco, Rosario                   |                                                    |
|                   |          | ( 20/25 11/25 25/12 25/21 15/12 ) Reporte |                    | Árbitro(s): Del Turco Agustin Turri Maria Angelina | Árbitro(s): Del Turco Agustin Turri Maria Angelina |

| 30/3/2025 - 18:30 | Náutico Avellaneda | 0 - 3                       | Vélez Sarsfield | Microestadio R. Velasco, Rosario                      |                                                       |
|                   |                    | ( 13/25 7/25 7/25 ) Reporte |                 | Árbitro(s): Del Turco Agustin Cagiao Sebastian Matias | Árbitro(s): Del Turco Agustin Cagiao Sebastian Matias |

| 30/3/2025 - 20:30 | Normal 3 | 3 - 0                         | Instituto | Microestadio R. Velasco, Rosario              |                                               |
|                   |          | ( 25/12 25/21 25/20 ) Reporte |           | Árbitro(s): Castañares Gabriel Casado Nicolas | Árbitro(s): Castañares Gabriel Casado Nicolas |

## Permanencia
| Pos. | Equipo                      | Pts | Partidos | Partidos | Partidos | Sets | Sets | Sets | Puntos | Puntos | Puntos |
| Pos. | Equipo                      | Pts | PJ       | PG       | PP       | SG   | SP   | SR   | PG     | PP     | PR     |
| ---- | --------------------------- | --- | -------- | -------- | -------- | ---- | ---- | ---- | ------ | ------ | ------ |
| 1.º  | Normal 3                    | 6   | 2        | 2        | 0        | 6    | 2    | 3,00 | 194    | 180    | 1,078  |
| 2.º  | Náutico Sportivo Avellaneda | 3   | 2        | 1        | 1        | 4    | 4    | 1,00 | 181    | 182    | 0,994  |
| 3.º  | Club San Jose               | 0   | 2        | 0        | 2        | 2    | 6    | 0,33 | 175    | 188    | 0,931  |

|  | Desciende a Liga Nacional |

| 4/4/2025 - 21:00 | Normal 3 | 3 - 1                               | Club San Jose | Complejo Deportivo Municipal "Emilio A. Lotuf", Rosario |             |
|                  |          | ( 25/17 20/25 25/23 27/25 ) Reporte |               | Árbitro(s):                                             | Árbitro(s): |

| 5/4/2025 - 21:30 | Club San Jose | 1 - 3                               | Náutico Avellaneda | Complejo Deportivo Municipal "Emilio A. Lotuf", Rosario |             |
|                  |               | ( 18/25 25/16 22/25 20/25 ) Reporte |                    | Árbitro(s):                                             | Árbitro(s): |

| 6/4/2025 - 19:00 | Normal 3 | 3 - 1                               | Náutico Avellaneda | Complejo Deportivo Municipal "Emilio A. Lotuf", Rosario |             |
|                  |          | ( 25/21 25/23 22/25 25/21 ) Reporte |                    | Árbitro(s):                                             | Árbitro(s): |

## Play-offs
|  | Cuartos de final | Cuartos de final | Cuartos de final | Cuartos de final | Cuartos de final |               |               | Semifinal    | Semifinal | Semifinal | Semifinal | Semifinal |               |               | Final | Final | Final | Final |  |
|  |                  |                  |                  |                  |                  |               |               |              |           |           |           |           |               |               |       |       |       |       |  |
|  |                  |                  |                  |                  |                  |               |               |              |           |           |           |           |               |               |       |       |       |       |  |
|  | 1                | Gimnasia (LP)    | 3                | 3                |                  |               |               |              |           |           |           |           |               |               |       |       |       |       |  |
|  | 1                | Gimnasia (LP)    | 3                | 3                |                  |               |               |              |           |           |           |           |               |               |       |       |       |       |  |
|  | 8                | San Lorenzo      | 0                | 0                |                  |               |               |              |           |           |           |           |               |               |       |       |       |       |  |
|  | 8                | San Lorenzo      | 0                | 0                |                  | Gimnasia (LP) | Gimnasia (LP) | 2            | 3         | 3         |           |           |               |               |       |       |       |       |  |
|  |                  |                  |                  |                  |                  | Gimnasia (LP) | Gimnasia (LP) | 2            | 3         | 3         |           |           |               |               |       |       |       |       |  |
|  |                  |                  | CEF 5            | CEF 5            | 3                | 2             | 0             |              |           |           |           |           |               |               |       |       |       |       |  |
|  | 4                | River Plate      | CEF 5            | CEF 5            | 3                | 2             | 0             | 1            | 1         |           |           |           |               |               |       |       |       |       |  |
|  | 4                | River Plate      |                  |                  |                  |               |               |              |           |           |           |           |               |               |       |       |       |       |  |
|  | 5                | CEF 5            | 3                | 3                |                  |               |               |              |           |           |           |           |               |               |       |       |       |       |  |
|  | 5                | CEF 5            | 3                | 3                |                  |               |               |              |           |           |           |           | Gimnasia (LP) | Gimnasia (LP) | 3     | 3     |       |       |  |
|  |                  |                  |                  |                  |                  |               |               |              |           |           |           |           | Gimnasia (LP) | Gimnasia (LP) | 3     | 3     |       |       |  |
|  |                  |                  | Estudiantes (LP) | Estudiantes (LP) | 2                | 0             |               |              |           |           |           |           |               |               |       |       |       |       |  |
|  | 2                | Boca Juniors     | Estudiantes (LP) | Estudiantes (LP) | 2                | 0             | 0             | 3            | 3         |           |           |           |               |               |       |       |       |       |  |
|  | 2                | Boca Juniors     |                  |                  |                  |               |               |              |           |           |           |           |               |               |       |       |       |       |  |
|  | 7                | Sonder           | 3                | 2                | 0                |               |               |              |           |           |           |           |               |               |       |       |       |       |  |
|  | 7                | Sonder           | 3                | 2                | 0                |               | Boca Juniors  | Boca Juniors | 3         | 2         | 2         |           |               |               |       |       |       |       |  |
|  |                  |                  |                  |                  |                  |               | Boca Juniors  | Boca Juniors | 3         | 2         | 2         |           |               |               |       |       |       |       |  |
|  |                  |                  | Estudiantes (LP) | Estudiantes (LP) | 0                | 3             | 3             |              |           |           |           |           |               |               |       |       |       |       |  |
|  | 3                | Estudiantes (LP) | Estudiantes (LP) | Estudiantes (LP) | 0                | 3             | 3             | 3            | 3         |           |           |           |               |               |       |       |       |       |  |
|  | 3                | Estudiantes (LP) |                  |                  |                  |               |               |              |           |           |           |           |               |               |       |       |       |       |  |
|  | 6                | Ferro            | 0                | 1                |                  |               |               |              |           |           |           |           |               |               |       |       |       |       |  |
|  | 6                | Ferro            | 0                | 1                |                  |               |               |              |           |           |           |           |               |               |       |       |       |       |  |
|  |                  |                  |                  |                  |                  |               |               |              |           |           |           |           |               |               |       |       |       |       |  |

### Cuartos de final
| 22/3/2025 - 21:00 | San Lorenzo | 0 - 3   | Gimnasia y Esgrima LP | Roberto Pando, CABA |             |
|                   |             | Reporte |                       | Árbitro(s):         | Árbitro(s): |

| 22/3/2025 - 21:00 | CEF 5 La Rioja | 3 - 1   | River Plate | Superdomo La Rioja, La Rioja |             |
|                   |                | Reporte |             | Árbitro(s):                  | Árbitro(s): |

| 22/3/2025 - 21:00 | Sonder | 3 - 0   | Boca Juniors | Club Sonder, Rosario |             |
|                   |        | Reporte |              | Árbitro(s):          | Árbitro(s): |

| 22/3/2025 - 21:00 | Ferro Carril Oeste | 0 - 3   | Estudiantes de LP | Estadio Multideportivo Ferro Carril Oeste, CABA |             |
|                   |                    | Reporte |                   | Árbitro(s):                                     | Árbitro(s): |

| 24/3/2025 - 20:45 | Gimnasia y Esgrima LP | 3 - 0   | San Lorenzo | Poli V. Nethol, La Plata |             |
|                   |                       | Reporte |             | Árbitro(s):              | Árbitro(s): |

| 24/3/2025 - 21:30 | Estudiantes de LP | 1 - 3   | Ferro Carril Oeste | Estadio J. L. Hisrchi, La Plata |             |
|                   |                   | Reporte |                    | Árbitro(s):                     | Árbitro(s): |

| 27/3/2025 - 20:30 | River Plate | 1 - 3   | CEF 5 La Rioja | Microestadio de River Plate, CABA |             |
|                   |             | Reporte |                | Árbitro(s):                       | Árbitro(s): |

| 27/3/2025 - 21:00 | Boca Juniors | 3 - 2   | Sonder | Bombonera, CABA |             |
|                   |              | Reporte |        | Árbitro(s):     | Árbitro(s): |

| 27/3/2025 - 21:00 | Estudiantes de LP | 3 - 1   | Ferro Carril Oeste | Estadio J. L. Hisrchi, La Plata |             |
|                   |                   | Reporte |                    | Árbitro(s):                     | Árbitro(s): |

| 28/3/2025 - 21:00 | Boca Juniors | 3 - 0   | Sonder | Bombonera, CABA |             |
|                   |              | Reporte |        | Árbitro(s):     | Árbitro(s): |

### Semifinales
| 3/4/2025 - 21:00 | CEF 5 La Rioja | 3 - 2   | Gimnasia y Esgrima LP | Superdomo La Rioja, La Rioja |             |
|                  |                | Reporte |                       | Árbitro(s):                  | Árbitro(s): |

| 3/4/2025 - 21:00 | Estudiantes de LP | 0 - 3   | Boca Juniors | Estadio J. L. Hisrchi, La Plata |             |
|                  |                   | Reporte |              | Árbitro(s):                     | Árbitro(s): |

| 9/4/2025 - 21:00 | Gimnasia y Esgrima LP | 3 - 2   | CEF 5 La Rioja | Poli V. Nethol, La Plata |             |
|                  |                       | Reporte |                | Árbitro(s):              | Árbitro(s): |

| 9/4/2025 - 21:00 | Boca Juniors | 2 - 3                                     | Estudiantes de LP | Bombonera, CABA |             |
|                  |              | ( 23/25 25/15 25/15 23/25 11/15 ) Reporte |                   | Árbitro(s):     | Árbitro(s): |

| 10/4/2025 - 21:00 | Gimnasia y Esgrima LP | 3 - 0                         | CEF 5 La Rioja | Poli V. Nethol, La Plata |             |
|                   |                       | ( 25/21 25/23 25/20 ) Reporte |                | Árbitro(s):              | Árbitro(s): |

| 10/4/2025 - 21:00 | Boca Juniors | 2 - 3                                    | Estudiantes de LP | Bombonera, CABA |             |
|                   |              | ( 25/23 23/25 19/25 25/16 8/15 ) Reporte |                   | Árbitro(s):     | Árbitro(s): |

### Final
| 14/4/2025 - 21:00 | Estudiantes (LP) | 2 - 3                                     | Gimnasia y Esgrima LP | Estadio J. L. Hisrchi, La Plata |             |
|                   |                  | ( 22/25 22/25 25/21 25/21 11/15 ) Reporte |                       | Árbitro(s):                     | Árbitro(s): |

| 16/4/2025 - 21:30 | Gimnasia y Esgrima LP | 3 - 0                         | Estudiantes (LP) | Poli V. Nethol, La Plata |             |
|                   |                       | ( 25/23 25/18 25/18 ) Reporte |                  | Árbitro(s):              | Árbitro(s): |

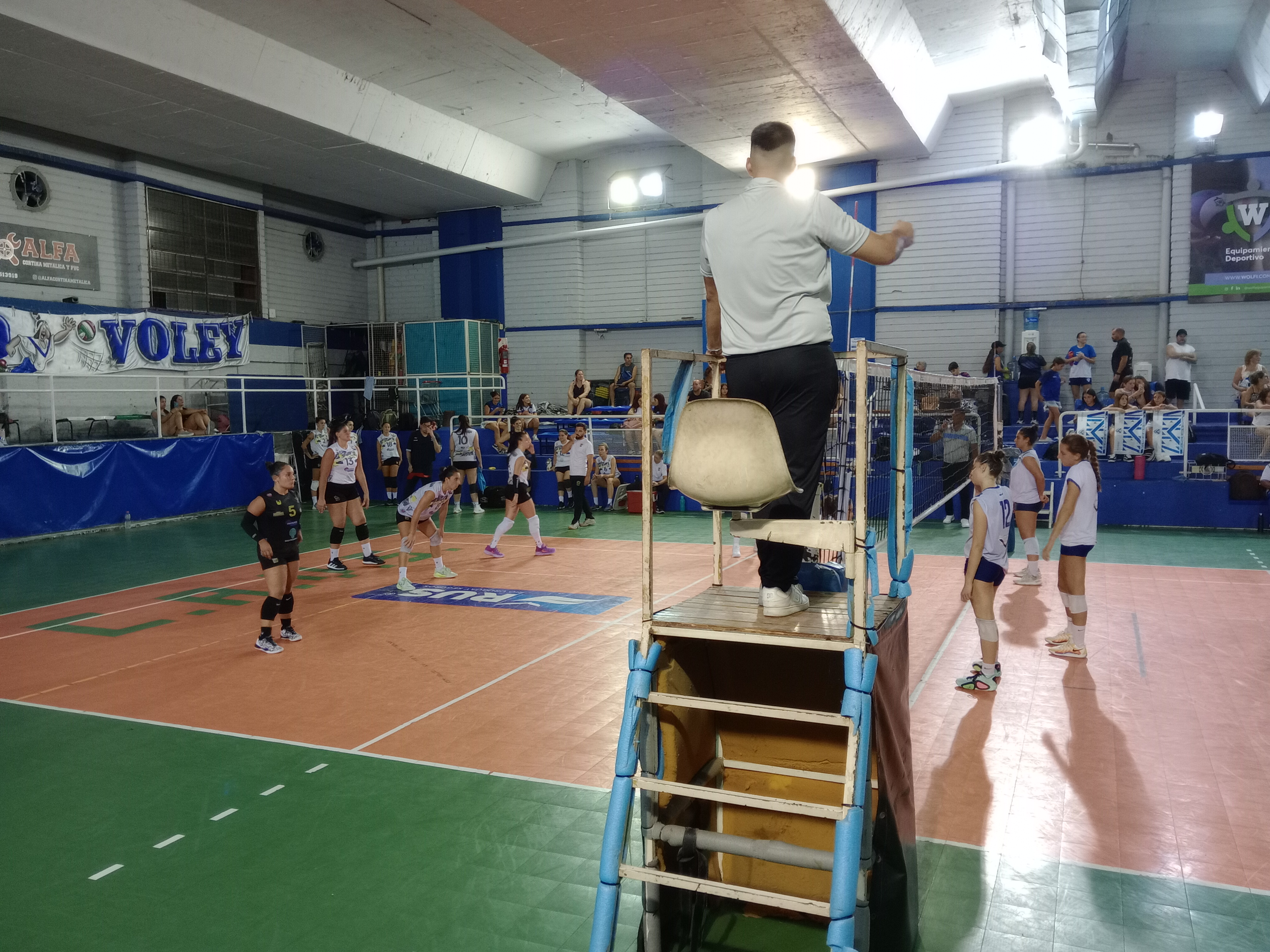
Vélez enfrentando al Normal 3 por la fase regular
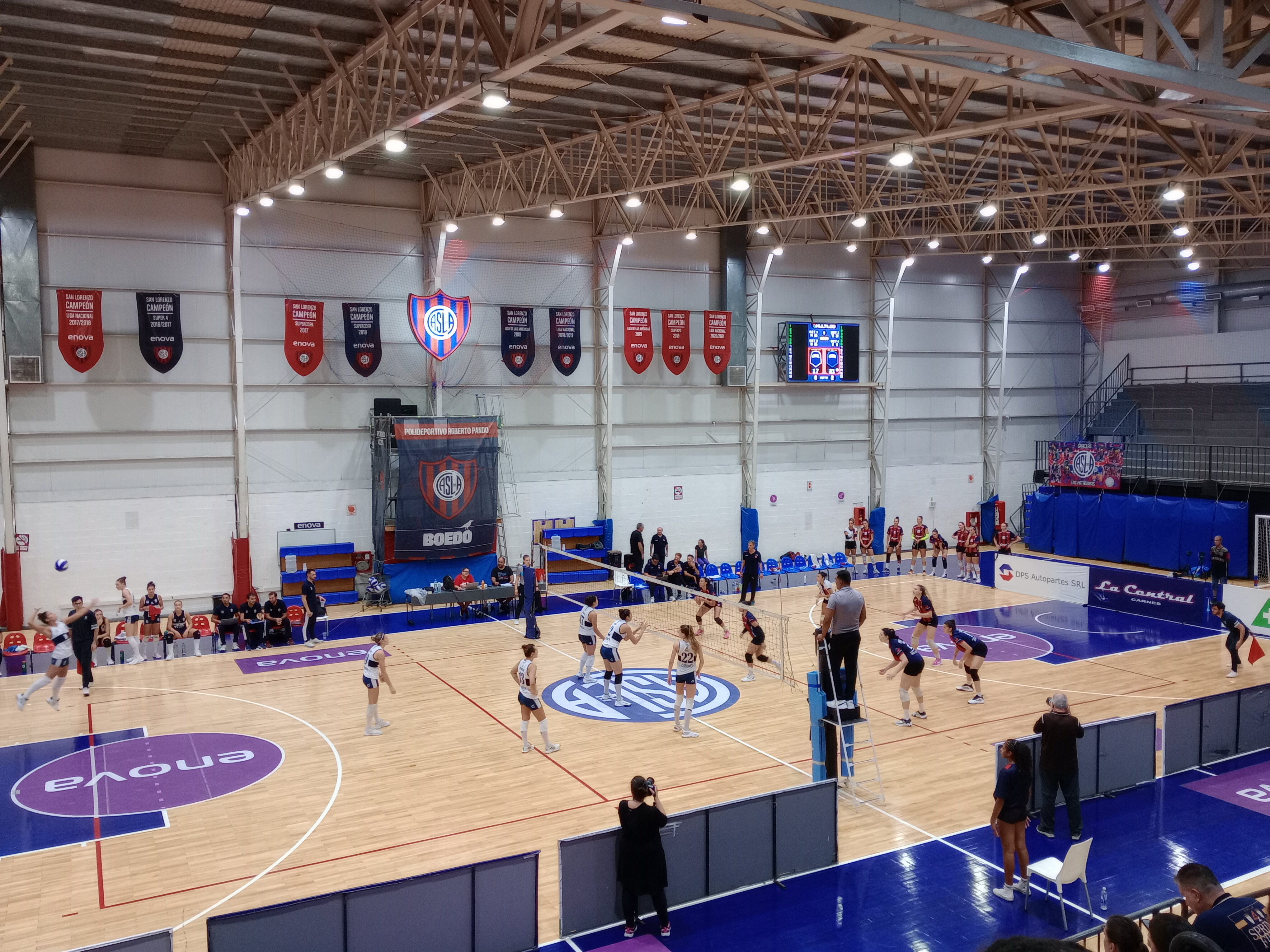
El campeón Gimnasia enfrentando a San Lorenzo en un partido de la fase regular
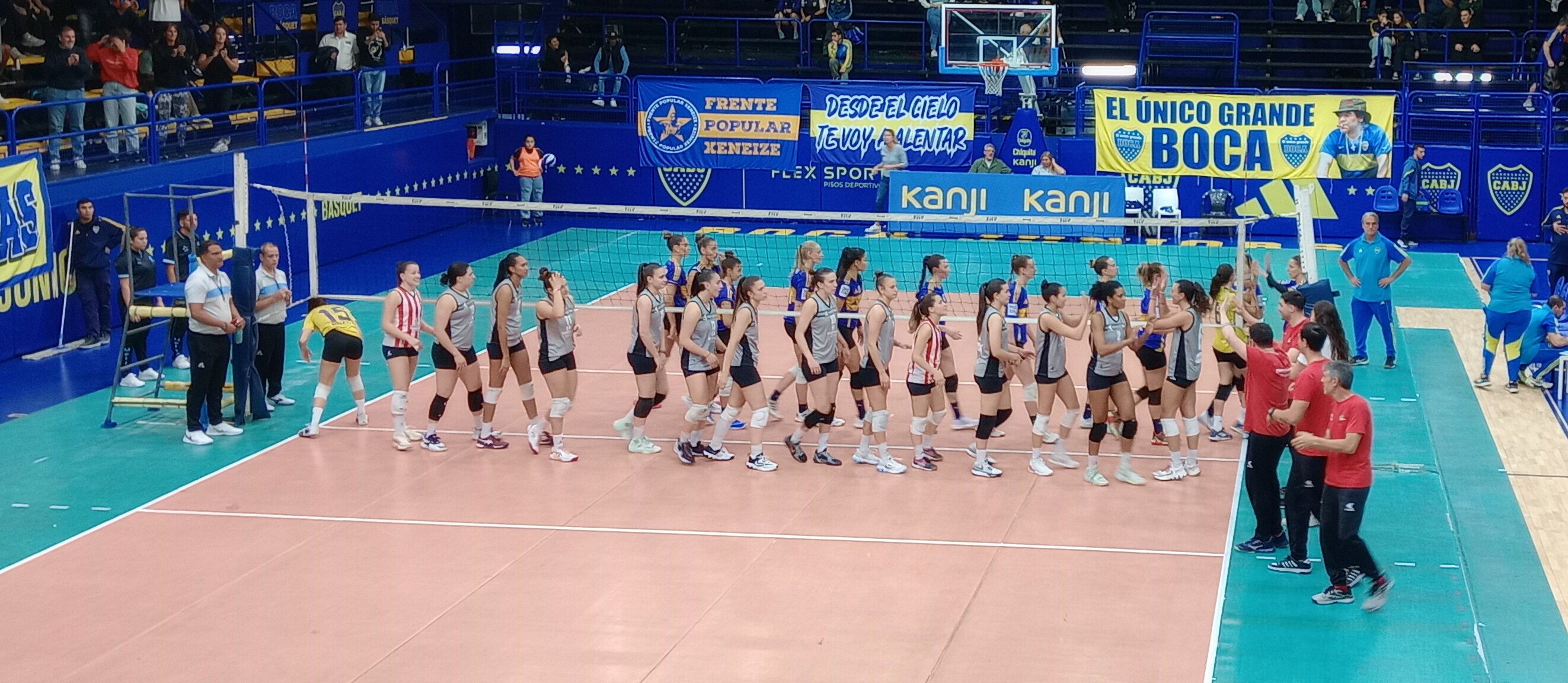
El subcampeón Estudiantes (LP) tras derrotar a Boca en la segunda semifinal